# Trixagus longulus
Trixagus longulus is een keversoort uit de familie dwergkniptorren (Throscidae). De wetenschappelijke naam van de soort werd in 1879 gepubliceerd door Julius Weise.